# Detektor płomieniowo-fotometryczny
Detektor płomieniowo-fotometryczny (FPD) – modyfikacja detektora płomieniowo-jonizacyjnego (FID), w której jest rejestrowana wielkość natężenia światła emitowanego przez cząstki analitów powracające do stanu podstawowego po pobudzeniu w płomieniu palnika wodorowego. FPD jest stosowany przede wszystkim do oznaczania stężenia związków zawierających w cząsteczkach atomy siarki (linia spektralna 393 nm) i fosforu (526 nm). W podwójnych detektorach FPD znajdują się dwa fotopowielacze (równoczesne oznaczenia S i P), które mogą być montowane obok niespecyficznego detektora FID. 

## Zasada działania

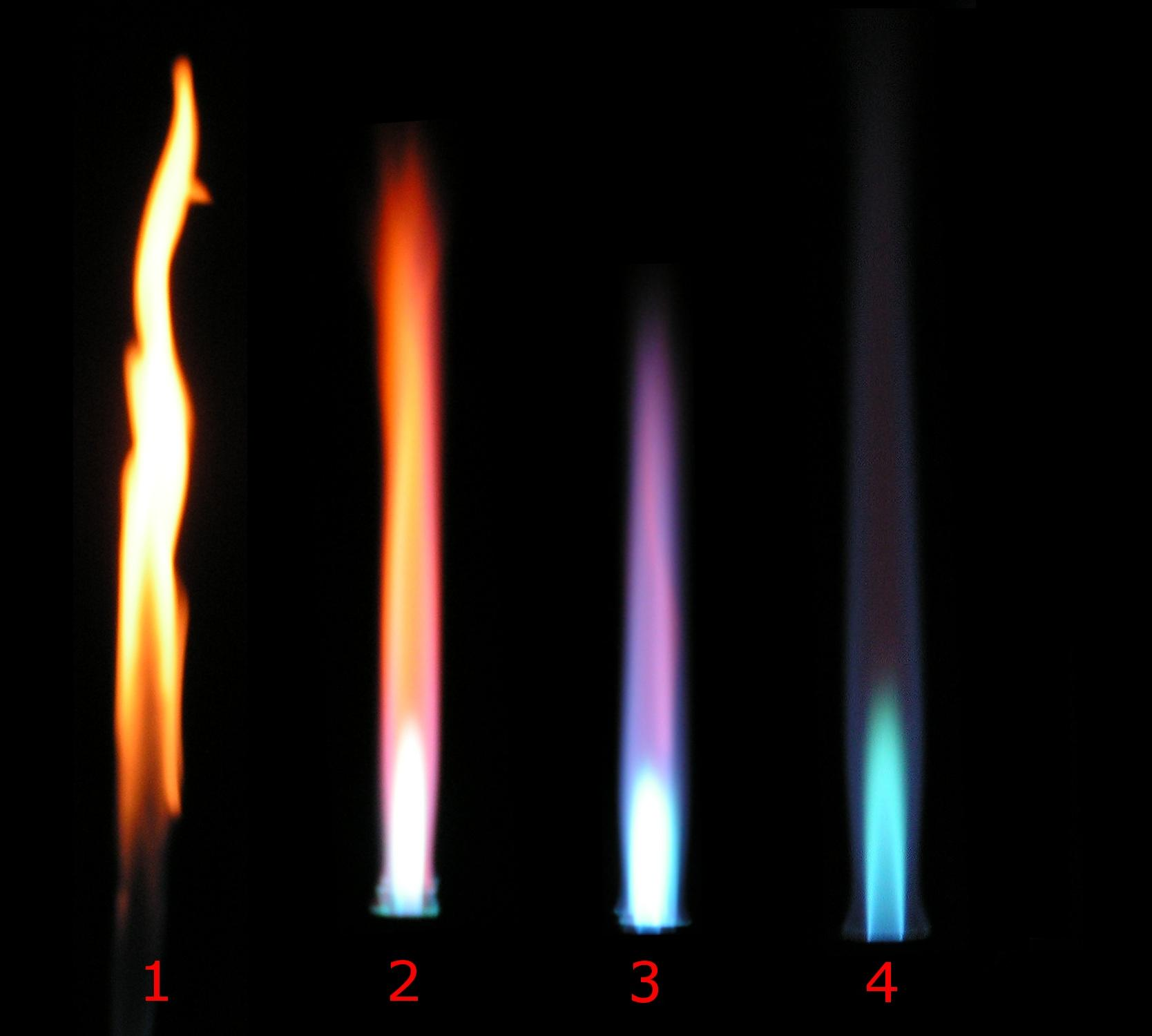
Różne zabarwienie płomienia (palnik Bunsena)

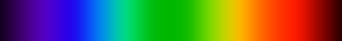
Widmo ciągłe

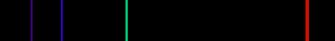
Linie widma emisyjnego (więcej widm emisyjnych – w Virtual Laboratory, University of Oregon)

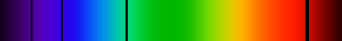
Linie widma absorpcyjnego (więcej widm absorpcyjnych – w Virtual Laboratory, University of Oregon)

Poziomy energetyczne w cząsteczce (krzywa Morse'a)

W detektorze FPD do gazu nośnego (np. azotu), wypływający z kolumny chromatografu gazowego wraz z kolejno wymywanymi składnikami badanej próbki, jest palnika, do którego doprowadza się dodatkowe strumienie wodoru i powietrza. W płomieniu dochodzi do jonizacji produktów spalania oraz pobudzenia cząstek. Wzbudzenie polega na przejściu elektronów na orbitale o energii wyższej od charakterystycznej dla stanu podstawowego oraz podwyższeniu poziomów energii drgań i obrotów cząsteczek. 
Kwanty energii, pochłanianej w czasie wzbudzenia, są emitowane, gdy cząstka samorzutnie wraca do stanu podstawowego (bardziej korzystnego energetycznie). Z przejściami na niższe  dozwolone poziomy energii rotacji i oscylacji wiąże się emisja małych kwantów długofalowego promieniowania z zakresu podczerwieni. Światło widzialne jest emitowane, gdy zmienia się stan energetyczny elektronów, przechodzących na orbitale o niższej energii. Z tymi przejściami wiąże się emisja większych kwantów – krótkofalowego promieniowania z zakresu widzialnego lub nadfioletu.  
Położenie linii spektralnych] w atomowych widmach emisyjnych jest ściśle związane z odległościami między orbitalami w atomach różnych pierwiastków i może być podstawą identyfikacji. Natężenie promieniowania jest skorelowane ze stężeniem pierwiastka w próbce, co jest od dawna wykorzystywane w czasie wykonywania analiz metodą spektrofotometrii płomieniowej. Pierwsze prace w tej dziedzinie opublikowano już w połowie XIX w. Początkowo dotyczyły jakościowego wykrywania metali alkalicznych w roztworach wodnych, rozpylanych w płomieniu palnika gazowego. W latach 30. XX wieku metoda stała się konkurencyjna dla metod analizy chemicznej, m.in. dzięki pracom Lundegärdha, który zastosował udoskonalone palniki acetylenowo-powietrzne oraz spektrograf wyposażony w aparat fotograficzny, umożliwiający rejestrację widma i określanie natężenia emitowanego  promieniowania (czas ekspozycji: 60–90 s). W roku 1935 została opublikowana praca Jansena, Heyesa i Richtera, w której opisano sposób oznaczania natężenia poszczególnych linii widma emisyjnego z użyciem fotokomórki i elektrometru. 
Zasada działania współczesnych, precyzyjnych detektorów płomieniowo-fotometrycznych (FPD) jest analogiczna. Promieniowanie, emitowane przez cząstki wzbudzone w płomieniu wodorowym, jest kierowane  do monochromatora (filtr środkowoprzepustowy), w którym jest wyodrębniana wiązka o długości fali 393 nm (związki siarki) lub 526 nm (związki fosforu). Wiązka monochromatyczna jest wzmacniana w fotopowielaczu
W chromatografach gazowych mogą być instalowane dwa detektory płomieniowo-fotometryczne, z dwoma monochromatorami i fotopowielaczami, oraz detektor FID (tandem detektorów).  

## Charakterystyka i zastosowania
FPD jest stosowany na przykład do analizy związków siarki w gazie ziemnym (zgodnie z normą ISO19739) lub insektycydów fosforanoorganicznych, między innymi malationu. 
Czułość detektora na obecność siarkowodoru, tlenosiarczku węgla, tetrahydrotiofenu i merkaptanów C1–C4 wynosi ok. 0,1 mg/m³; jest określana również jako < 20 pg S/s. Czułość na związki  fosforu jest ponad dziesięciokrotnie większa (< 0,9 pg P/s)
Zależność wskazań detektora od stężenia związków siarki jest nieliniowa. W przypadku związków fosforu zakres liniowości obejmuje trzy rzędy wielkości. Urządzenie jest wrażliwe na zmiany przepływu gazu nośnego i wodoru. 
Czułość i zakres liniowości detektora FPD są większe w przypadku stosowania udoskonalonej wersji pulsacyjnej (PFPD). Detektor PFPD umożliwia też równoczesne analizy S i P oraz oznaczenia innych związków, poza związkami siarki i fosforu.